# 男士健康 (雜誌)
男士健康（Men's Health，MH）是一家由美國Rodale公司出版的雜誌，也是世界上最大的男性雜誌品牌，在世界47個國家發行40種版本。男士健康也是美國銷量最高的男性雜誌。男士健康最初是一份男性健康雜誌，但現在則包括各種與男性生活有關的主題內容，包括健身、營養、時尚、性。雜誌網站每月瀏覽量達3800萬次。男士健康創刊於1987年。

## 外部連結
- Detailed article on Men's Health magazine at magsdirect.com.
- Academic article comparing Men's Health with women's magazines at maglab.org.uk （页面存档备份，存于）.